# Heteropsyllus coreanus
Heteropsyllus coreanus is een eenoogkreeftjessoort uit de familie van de Canthocamptidae. De wetenschappelijke naam van de soort is voor het eerst geldig gepubliceerd in 2007 door Nam & Lee.